# Epidendrum woytkowskianum
Epidendrum woytkowskianum är en orkidéart som beskrevs av Alex Drum Hawkes. Epidendrum woytkowskianum ingår i släktet Epidendrum och familjen orkidéer.
Artens utbredningsområde är Peru. Inga underarter finns listade i Catalogue of Life.